# Emil Christian Dorner
Emil Christian Dorner (* 1. Januar 1848 in Buchen; † 23. September 1922 in Karlsruhe) war ein deutscher Jurist, Präsident des Oberlandesgerichts Karlsruhe und Mitglied der Badischen Ständeversammlung.

## Leben
Emil Dorner wurde als Sohn eines Obereinnehmers geboren. Er entstammte einer evangelischen und weit verzweigten mittelbadischen Familie, aus der mehrere Angehörige im 19. Jahrhundert in hohe Positionen aufstiegen. Nach dem Abitur am Lyceum Karlsruhe  nahm Dorner das Studium der Rechtswissenschaften in Freiburg, Heidelberg und Berlin auf. 1870 bestand er das Erste juristische Staatsexamen und nahm seine Tätigkeit als Rechtspraktikant in zahlreichen Orten auf, darunter Stockach, Konstanz und Donaueschingen. Während des Deutsch-Französischen Krieges unterbrach Dorner 1870/71 die Ausbildung und diente für ein Jahr als Freiwilliger beim 5. Badischen Infanterie-Regiment Nr. 113 in Freiburg. Nach seiner Teilnahme am Ausmarsch im Elsass blieb er dem Militär weiterhin als Reservist bei der Landwehr und ab 1883 beim Landsturm verbunden. 1873 bestand Dorner sein Zweites juristisches Staatsexamen und legte sein Referendariat unter anderem in Buchen, Bretten, Schwetzingen und Mannheim ab. Eine Station absolvierte er als Sekretär im Ministerium der Justiz. Nach einigen Versetzungen als Amtsrichter nach Pforzheim und Stockach und als Landgerichtsrat nach Mosbach 1881 wurde Dorner 1883 zum Ministerialrat sowie zum rechtsverständigen Beirat der Generalintendanz der großherzoglichen Zivilliste ernannt. Es folgten 1894 die Ernennungen zum Geheimen Oberregierungsrat und 1896 zum Mitglied des Disziplinarhofs für nichtrichterliche Beamte. Aufgrund seiner Leistungen wurde Dorner 1899 Landgerichtspräsident in Karlsruhe und 1909 Oberlandesgerichtspräsident. Zwischen den Jahren 1900 und 1909 hielt Dorner an der Technischen Hochschule Karlsruhe Vorlesungen über Bürgerliches Recht sowie Handels- und Wechselrecht. 1901 wurde ihm von der Universität Freiburg die Würde eines Ehrendoktors verliehen. Politisch aktiv war Dorner von 1905 bis 1914 als Mitglied der Ersten Badischen Kammer der Landstände. 1915 wurde Dorner aufgrund einer schweren Augenkrankheit in den Ruhestand versetzt.
Während seiner Amtszeit hat sich Dorner als Beamter, Richter und juristischer Schriftsteller in Bezug auf die Einführung der Reichsjustizgesetze 1879 und später des Bürgerlichen Gesetzbuches 1900 verdient gemacht. Ein besonderes Interessengebiet galt der freiwilligen Gerichtsbarkeit bzw. der Rechtspolizei. Zu seinen wichtigsten Publikationen gehören der Kommentar zum badischen Ausführungsgesetz zum Bürgerlichen Gesetzbuch und das gemeinsam mit Alfred Seng bearbeitete Badische Landesprivatrecht.
Seit 1876 war Emil Dorner mit Mathilde Gesell verheiratet. Aus dieser Ehe gingen fünf Kinder hervor.

## Ehrungen
Emil Dorner erhielt während seiner Laufbahn zahlreiche Auszeichnungen und Ehrungen, die der badischen Tradition jener Zeit entsprachen.
- 1855: Träger des Ritterkreuzes I. Klasse des Ordens vom Zähringer Löwen
- 1896: Vergabe des Eichenlaubs zum Ritterkreuz
- 1897: Träger des Kommandeurskreuzes II. Klasse
- 1905: Vergabe des Eichenlaubs zum Kommandeurskreuz
- 1910: Träger des Kommandeurskreuzes I. Klasse mit Eichenlaub
- 1915: Träger des Großkreuzes des Ordens vom Zähringer Löwen
- 1912: Wirklicher Geheimrat mit dem Titel Exzellenz

## Schriften
- Das Reichsgesetz über die Angelegenheiten der freiwilligen Gerichtsbarkeit vom 17. Mai 1898, Karlsruhe 1899.
- Das badische Ausführungsgesetz zum Bürgerlichen Gesetzbuch mit Erläuterungen, Karlsruhe 1902.
- Das Badische Gesetz, die freiwillige Gerichtsbarkeit und das Notariat betreffend (Rechtspolizieigesetz) vom 17. Juni 1899, nebst Ausführungsverordnungen. Textausgabe mit Anmerkungen, 2. Auflage, Karlsruhe 1902.
- Kommentar zur Badischen Rechtspolizeiverordnung, Karlsruhe 1902.
- Zus. mit Alfred Seng: Badisches Landesprivatrecht. In: Heinrich Dernburg (Hrsg.): Das bürgerliche Recht des Deutschen Reichs und Preußen. Band 4. Halle 1906.
- Das Badische Gesetz die Gerichts- und Notarkosten in Angelegenheiten der freiwilligen Gerichtsbarkeit betreffend vom 15.6.1899. Textausgabe mit Einleitung und Anmerkungen, 3. Auflage, Karlsruhe 1909.
- Stamm- und Familienbuch der Familie Dorner enthaltend die Lahrer Linie der Nachkommen des Christian Dorner, Engelwirt in Schiltach (1605-1675), Karlsruhe 1930.